# 6556 Arcimboldo
6556 Arcimboldo este un asteroid din centura principală de asteroizi.

## Descriere
6556 Arcimboldo este un asteroid din centura principală de asteroizi. A fost descoperit pe 29 decembrie 1989 la Observatorul Kleť de Antonín Mrkos. Asteroidul prezintă o orbită caracterizată de o semiaxă mare de 2,20 ua, o excentricitate de 0,13 și o înclinație de 5,0° în raport cu ecliptica.